# Calliergon pseudosarmentosum
Calliergon pseudosarmentosum là một loài rêu trong họ Amblystegiaceae. Loài này được Cardot & Thér. Broth. mô tả khoa học đầu tiên năm 1908.